# Тур'ївська сільська рада
Тур'ївська сільська рада — орган місцевого самоврядування у Старосамбірському районі Львівської області. Адміністративний центр — село Тур'є.

## Загальні відомості
Тур'ївська сільська рада утворена в 1939 році. Водоймища на території, підпорядкованій даній раді: річка Топільничанка.

## Населені пункти
Сільській раді підпорядковані населені пункти:
- с. Тур'є

## Склад ради
Рада складається з 16 депутатів та голови.

### Керівний склад попередніх скликань
| ПІБ                       | Основні відомості                                                               | Дата обрання | Дата звільнення |
| ------------------------- | ------------------------------------------------------------------------------- | ------------ | --------------- |
| Гарасим Антон Миколайович | Сільський голова, 1952 року народження, член Української Народної Партії        | 26.03.2006   | 31.10.2010      |
| Мисів Володимир Ілліч     | Сільський голова, 1960 року народження, освіта середня спеціальна, безпартійний | 31.10.2010   |                 |

Примітка: таблиця складена за даними джерела